# فاتیما (باهیا)
فاتیما (به پرتغالی: Fátima) یک منطقهٔ مسکونی در برزیل است که در باهیا واقع شده‌است. فاتیما ۱۷٬۸۴۵ نفر جمعیت دارد.